# DDR-Hörspielpreis
Der DDR-Hörspielpreis wurde ab dem 4. März 1977 bis 1991 jährlich vom Staatlichen Komitee für Rundfunk in vier Kategorien verliehen:

## Hörspielpreis der Hörer
- 1977: Der Tadel von Erich Schlossarek, Regie: Fritz Göhler
- 1978: Nachtkonferenz oder Wie beginnt ein Regenguß von Joachim Priewe, Regie: Barbara Plensat
- 1979: Traumposten von Horst Matthies, Regie: Wolfgang Schonendorf
- 1980: Christina von Irina Liebmann, Regie: Werner Grunow
- 1981: Der kleine König von Bernd Schirmer, Regie: Achim Scholz
- 1982: Ich sehe was, was Du nicht siehst von Martin Stephan, Regie: Barbara Plensat
- 1983: Auf der Schaukel von Rolf Wohlgemuth, Regie: Werner Grunow
- 1984: Fahrschule von Bernd Schirmer, Regie: Werner Grunow
- 1985: Im Schrank, unterm Bett oder wo von Jochen Hauser, Regie: Werner Grunow
- 1986: Bienchens Verwandte von Gerhard Rentzsch, Regie: Achim Scholz
- 1987: Nun heule ich doch von Gabriele Bigott, Regie: Barbara Plensat
- 1988: Die letzte Hochzeit von Helmut Sakowski, Regie: Werner Grunow
- 1989: ... der werfe den ersten Stein von Michael Brautzsch, Regie: Fritz Göhler
- 1990: Traumreise von Christian Martin, Regie: Peter Groeger
- 1991: Augenblickchen 2: Szenen aus deutschen Landen, beobachtet im Januar 1990 von Gerhard Rentzsch, Regie: Karlheinz Liefers

## Autorenpreis der Kritiker
- 1977: Helmut Bez mit Zwiesprache halten, Regie: Joachim Staritz
- 1978: Joachim Priewe für Nachtkonferenz oder Wie beginnt ein Regenguß, Regie: Barbara Plensat
- 1979: Gerhard Rentzsch für Der Almanach oder ein Märchen aus dem Randgebiet, Regie: Walter Niklaus
- 1980: Albert Wendt für Der Fahrer und die Köchin, Regie: Joachim Staritz
- 1981: Wolfgang Mahlow für Zwischen gestern und morgen, Regie: Christa Kowalski
- 1982: Arne Leonhardt für Jazz am Grab, Regie: Werner Grunow
- 1983: Günther Rücker für Dame vor Spiegel in eigener Regie
- 1984: Hans Bräunlich und Till Sailer für Windstille oder Triumph von Zeit und Wahrheit, Regie: Fritz Göhler
- 1985: Carlos Cerda für Die Zwillinge von Calanda oder Über einige Gesetzmäßigkeiten bei der Entwicklung politischer Phänomene, Regie: Fritz Göhler
- 1986: Gerhard Rentzsch für Bienchens Verwandte, Regie: Achim Scholz
- 1987: Helmut Sakowski für Schrei der Wildgänse, Regie: Werner Grunow
- 1988: Holger Jackisch für Tod eines deutschen Clowns, Regie: Werner Grunow
- 1989: Carlos Cerda für Kein Reisender ohne Gepäck, Regie: Fritz Göhler
- 1990: Torsten Enders für Das tonlose Spiel, Regie: Fritz Göhler
- 1991: Joachim Walther für Infarkt, Regie: Fritz Göhler

## Regiepreis der Kritiker
- 1977: Joachim Staritz für An einem verregneten Morgen von Hans D. Brandt
- 1978: Barbara Plensat für Nachtkonferenz oder Wie beginnt ein Regenguß von Joachim Priewe
- 1979: Christoph Schroth für Der Aufschub von Erich Schlossarek
- 1980: Achim Scholz für Jahreswechsel – Wechseljahre von Joachim Brehmer
- 1981: Fritz Göhler für Adieu, mein König Salomo von Jens Sparschuh
- 1982: Werner Grunow für Jazz am Grab von Arne Leonhardt
- 1983: Fritz Göhler für Eine Tulpe, ein Stein, ein Schwert von Carlos Cerda
- 1984: Barbara Plensat für Paris, noch einmal von Hans Pfeiffer
- 1985: Walter Niklaus für Willi und die anderen von Katrin Lange
- 1986: Horst Liepach für Die Sau von Heinz Drewniok
- 1987: Barbara Plensat für Das blaue Licht von Franz Fühmann
- 1988: Karlheinz Liefers für Die Zeit aus den Fugen von Waldtraut Lewin
- 1989: Fritz Göhler für Kein Reisender ohne Gepäck von Carlos Cerda
- 1990: Sieglinde Scholz-Amoulong für Erna Barnick – Trude Richter – Gertrude Friedrichowna von Martina Brehmer
- 1991: Fritz Göhler für Infarkt von Joachim Walther

## Sonderpreis der Kritiker
- 1977: (Sprecher) Besuch beim lieben Gott von Uwe Saeger, Regie: Horst Liepach, Sprecher: Kurt Böwe
- 1978: (Autor) Die Aufsteigenden von Manfred Worch, Regie: Werner Grunow
- 1979: (Autor) Traumposten von Horst Matthies, Regie: Wolfgang Schonendorf
- 1979: (Autor) Wölfe im Lager von Horst Matthies, Regie: Walter Niklaus
- 1980: (Sprecher) Tatbestand 14: In guten wie in bösen Tagen von Peter Goslicki, Regie: Walter Niklaus, Sprecher: Jutta Wachowiak
- 1981: (Autor, Regie, Ton) Stille Post (Kunstkopf) von Lia Pirskawetz, Regie: Horst Liepach, Ton: Eva Lau
- 1982: (Autor) Leben wie alle – Ilona E. erzählt ihre Geschichte von Siegfried Hanusch (Reihe: Tatbestand, Folge 20)
- 1983: (Musik) Lachen wie aus Blut von Friedemann Schreiter, Regie: Walter Niklaus, Musik: Mario Peters
- 1984: (Autor) Paris, noch einmal von Hans Pfeiffer, Regie: Barbara Plensat
- 1985: (Autor) Tatbestand 30: Zuarbeit von Arno Rude, Regie: Werner Grunow
- 1986: (Autor) Gewaltmarsch von Hans Bräunlich, Regie: Fritz Göhler
- 1987: (Sprecher) Kartoffelkloß und Himbeergrütze von Katrin Lange, Regie: Barbara Plensat, Sprecher: Elsa Grube-Deister
- 1988: (Autor) Ich gehöre aber einer anderen Richtung an von Reinhard Griebner, Regie: Fritz Göhler
- 1988: (Sprecher) Rumpelstilzchen, Brüder Grimm (in Bearbeitung von Franz Fühmann), Regie: Achim Scholz, Sprecher: Erwin Geschonneck
- 1989: (Sprecher) Steig der Stadt aufs Dach von Katja Oelmann, Regie: Barbara Plensat, Sprecher: Gabriele Hänel
- 1990: (Autor) Lichtwechsel von Kerstin Leitmeyer, Regie: Barbara Plensat
- 1991: (Sprecher) Traumreise von Christian Martin, Regie: Peter Groeger, Sprecher: Sophia Schilbach und Sven Seeburg